# Keo tương tư
Keo tương tư hay còn gọi Đài Loan tương tư, ây sầu não (danh pháp khoa học: Acacia confusa). Cây là loài thân gỗ nhỏ, có thể phát triển tới chiều cao 15m. Tương tư là loài thực vật xuất hiện lâu năm ở khu vực Đông Nam Á, hiện tại thì khá phổ tiến ở các nước khu vực nhiệt đới Thái Bình Dương, bao gồm cả đảo Hawaii (nơi nó được xem như là loài thực vật xâm lấn).

## Đặc điểm sinh học
Cây gỗ nhỏ thường xanh, có thân màu xám, nứt dọc. Lá chính là dạng cuống lá kép biến thái, các lá thực thụ đã bị tiêu biến. Phiến lá biến thái dạng lá dày, hình lá tre hoặc hơi cong lưỡi hái, dài 6 – 10 cm, rộng 5 – 7 mm, màu xanh thẫm, hai đầu thuôn nhọn dần, mép nguyên, gân biến thái là hệ gân song song.
Cụm hoa hình đầu ở nách của cuống dạng lá, thường xếp 2 - ba cái một, mỗi cụm hoa to 7 – 8 mm, có 23 - 25 hoa. Hoa nhỏ, đài có 5 lá đài hợp nhau thành hình chuông; tràng có 5 cánh hoa màu vàng nghệ, nhị nhiều, bầu dẹt có nhiều noãn. Quả dạng quả đậu mỏng, dài 4 – 5 cm, rộng 1 cm, chứa 4 - 5 hạt. Mùa hoa tháng 5 - 6, mùa quả tháng 7 - 9.

## Đặc điểm sinh thái
Cây ưa sáng, chịu hạn tốt, phát triển trên nhiều dạng lập địa, sinh trưởng nhanh.
Phân bố ở Đài Loan, Trung Quốc (Phúc Kiến, Quảng Tây), Philippin và Indonesia, Thái Lan. Tại Việt Nam trồng thành rừng ở Thái Nguyên, Phú Thọ, Bắc Giang, Ninh Bình, Thanh Hoá vào tới Quảng Trị.

## Sử dụng
Sử dụng của nó bao gồm các sản phẩm hóa chất, quản lý môi trường và thực phẩm và đồ uống. Gỗ có mật độ khoảng 0,75 ³ g / cm, mịn, có thể chịu ẩm, chịu mối mọt tốt. Ở Đài Loan, gỗ của nó được sử dụng để cho các mỏ hầm lò. Gỗ cũng được chuyển đổi thành than củi cho gia đình sử dụng. Tương tư được sử dụng trong y học cổ truyền phương Đông và có sẵn từ các cửa hàng thuốc thảo dược (草药店) tại Đài Loan, các chất chiết xuất từ gỗ Tương tư có chứa antihyperuricemic (tức là, làm giảm axit uric huyết thanh mức độ) ảnh hưởng trong các thí nghiệm trên động vật do sự hiện diện của hóa học melanoxetin. Tinh dầu chiết xuất từ Tương tư keo đã được chứng minh để ngăn chặn sự phát triển của virus viêm gan C trong ống nghiệm thí nghiệm nhưng chưa có nghiên cứu lâm sàng. Cây còn được trồng để cải tạo đồi trọc và làm cây che bóng cho các loại cây khác, có tác dụng bảo vệ đất chống xói mòn, giữ nước trong đất, trồng làm cây cảnh quan xanh cho công trình xây dựng, đường phố đô thị.